# Naser Aliji
Naser Aliji est un footballeur international albanais né le 27 décembre 1993 à Nikushtak en Macédoine du Nord. Il joue comme défenseur au Dinamo Tirana.

## Biographie

### En club
Avec le club du FC Bâle, il joue son premier match en Ligue des champions en octobre 2014, contre l'équipe bulgare du Ludogorets Razgrad.
Il inscrit son premier but en Coupe d'Europe le 23 juillet 2015, lors d'un match de Ligue Europa contre le club estonien du Kalju Nõmme.
Le 1er juillet 2016, il rejoint le FC Kaiserslautern.

### En équipe nationale
Naser Aliji commence à jouer dans les équipes nationales suisses de jeunes (moins de 15 ans, moins de 16 ans, moins de 18 ans et espoirs).
Il reçoit sa première sélection avec l'équipe d'Albanie le 13 juin 2015 en amical contre la France. L'année suivante, il dispute sa première compétition internationale lors de l'Euro 2016. 
Il est retenu dans la liste des 26 joueurs albanais du sélectionneur Sylvinho pour participer à l'Euro 2024.

## Carrière
- 2013-2016 : FC Bâle ( Suisse)
  - jan. 2015-2015 : FC Vaduz ( Liechtenstein)[7]
- depuis 2016 : FC Kaiserslautern ( Allemagne)

## Palmarès
- Champion de Suisse en 2014, 2015 et 2016 avec le FC Bâle
- Vainqueur de la Coupe du Liechtenstein en 2015 avec le FC Vaduz